# Talanga sexpunctalis
Talanga sexpunctalis là một loài bướm đêm thuộc họ Crambidae. Nó được tìm thấy ở đông Nam Á, bao gồm Kolkata, Hồng Kông, New Guinea, Thái Lan và Queensland ở Úc.